# Елізабет Едвардс
Елізабет Ананія Едвардс (англ. Elizabeth Anania Edwards; 3 липня 1949, Джексонвілл, Флорида — 7 грудня 2010, Чапел-Гілл, Північна Кароліна) — американська письменниця і юристка, дружина Джона Едвардса, від якого народила четверо дітей.
Померла після 6 років боротьби з раком молочної залози.
Народилась у сім'ї американців італійського походження, частково виросла в Японії, де її батько служив пілотом ВМС Сполучених Штатів. Пізніше вона навчалась в Університеті Північної Кароліни в Чапел-Гілл, де зустрілася зі студентом юридичного факультету Джоном Едвардсом. Вони одружилися 30 липня 1977 р.